# Línea M-230 (Campo de Gibraltar)
La Línea M-230 es una ruta de transporte público en autobús del Consorcio de Transporte Metropolitano del Campo de Gibraltar. Une La Línea de la Concepción con el casco urbano de San Roque. Cuenta con 46 recorridos al día en jornadas laborables, siendo la segunda línea con mayor frecuencia del Consorcio. 
Esta es la única de las líneas del consorcio con parada en Puente Mayorga. La parada terminal de San Roque está situada en la Alameda, aunque se puede tomar el autobús hacia La Línea desde Cuatro Vientos.
Los servicios de esta línea son complementados por los de las rutas M-121 Los Barrios-La Línea y M-272 San Pablo de Buceite-La Línea por Hospital, que no pasan por Cuatro Vientos, pero sí proporcionan correspondencia con la estación de ferrocarril de San Roque.